# NGC 3463
NGC 3463 est une galaxie spirale située dans la constellation de l'Hydre . NGC 3463 a été découverte par l'astronome britannique John Herschel en 1835.

## Caractéristiques
La classe de luminosité de NGC 3463 est II et elle présente une large raie HI. Elle renferme également des régions d'hydrogène ionisé.

### Distance
Sa vitesse par rapport au fond diffus cosmologique est de 4 300 ± 26 km/s, ce qui correspond à une distance de Hubble de 63,4 ± 4,5 Mpc (∼207 millions d'al).
À ce jour, 18 mesures non basées sur le décalage vers le rouge (redshift) donnent une distance de 61,933 ± 4,072 Mpc (∼202 millions d'al), ce qui est à l'intérieur des valeurs de la distance de Hubble.

## Groupe de NGC 3393
NGC 3463 fait partie du groupe de NGC 3393. Ce groupe de galaxies comprend au moins 7 galaxies : NGC 3383, NGC 3393, NGC 3463, ESO 501-102, ESO 502-5, ESO 502-8 et ESO 502-11.